# Ajailate
Ajailate (em árabe: العجيلات; romaniz.: Ajaylat) é uma cidade da Líbia situada 75 Km a oeste de Trípoli. Durante a Guerra Civil Líbia foi tomada pelo novo regime cerca de 10 dias após a queda de Trípoli. Relatos jornalísticos da época destacavam a insatisfação da população local, que tinha sido vítima de saques, com o novo regime.